# Caribicus
Caribicus — рід веретільницеподібних ящірок родини Diploglossidae. Представники цього роду є ендеміками острова Гаїті. Раніше їх відносили до роду Celestus, однак за результатами філогенетичного дослідження 2021 року, яке показало, що цей рід є парафілітичним, вони були переведений до новоствореного роду Caribicus. 

## Види
Рід Caribicus нараховує 3 види, з яких один ймовірно вимер:
- Caribicus anelpistus (Schwartz, Graham & Duval, 1979)
- Caribicus darlingtoni (Cochran, 1939)
- Caribicus warreni (Schwartz, 1970)